# مجلس تعزيز التفاهم العربي ـ البريطاني
مجلس تعزيز التفاهم العربي ـ البريطاني المعروفة بكابو CAABU هي منظمة ضغط سياسي، تتخذ من لندن مقرا لها.
اسست عام 1967 م. يرأسها كريس دويل.

## وصلات خارجية
- موقع كابو